# Rdest světlý
Rdest světlý (Potamogeton lucens) je druh jednoděložných rostlin z čeledi rdestovité (Potamogetonaceae).

## Popis
Jedná se vodní rostlinu s cca 4 mm tlustým oddenkem. Patří mezi tzv. širokolisté rdesty. Lodyha je do 200 cm dlouhá. Listy jsou pouze ponořené, listy plovoucí na hladině chybí. Ponořené listy jsou jednoduché, krátce řapíkaté až skoro přisedlé, řapíky jsou nejčastěji 2–7 mm dlouhé, střídavé, čepele jsou prosvítavé, kopinaté až eliptické, 4–15,5 cm dlouhé a asi 1,5–5,3 cm široké, nejčastěji devítižilné. Palisty jsou vyvinuty, tvoří jazýček, 2–7,8 cm dlouhý. Květy jsou v květenstvích, v klasech na celkem dlouhých stopkách. Okvětí není rozlišeno na kalich a korunu, skládá se ze 4 okvětních lístků, většinou nenápadných, zelenavých až hnědavých, někteří autoři je však považují za přívěsky tyčinek. Tyčinky jsou 4, srostlé s okvětím. Gyneceum je apokarpní, složené z 4 plodolistů. Semeník je svrchní. Plodem je nažka, na vrcholu s krátkým zobánkem.

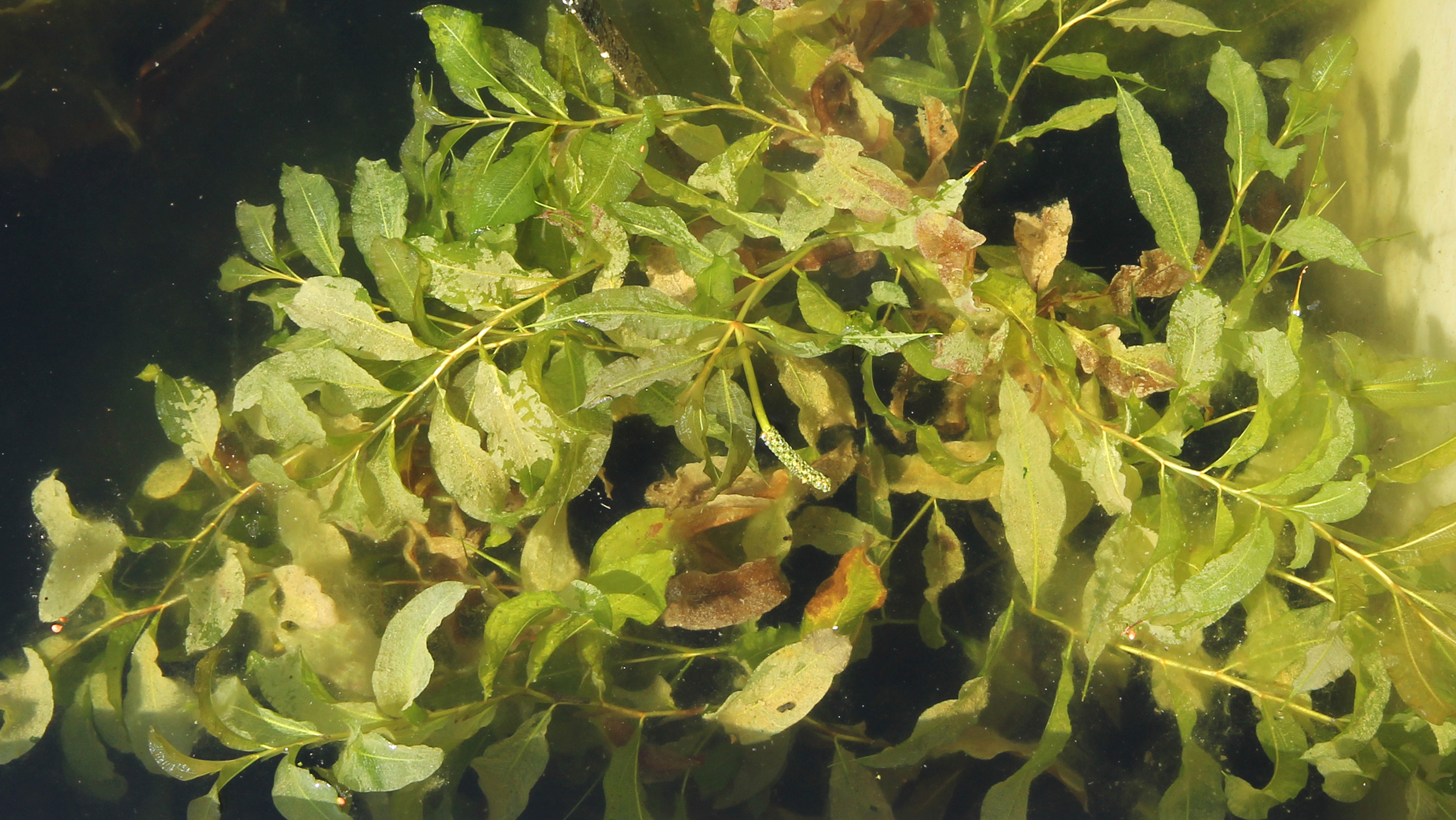
Rdest světlý

## Rozšíření ve světě
Rdest světlý roste roztroušeně na většině území Evropy, málo zasahuje až do severní Afriky, na východ zasahuje do západní Asie, ostrůvkovitě snad i jinde v Asii. V Americe je nahrazen příbuzným druhem Potamogeton illinoensis.

## Rozšíření v Česku
V ČR patří ke středně běžným rdestům, roste v rybnících a mrtvých říčních ramenech roztroušeně od nížin do podhůří.